# Sociedade Esportiva e Recreativa São José
El SER Sao José es un equipo de fútbol de Brasil que juega en el Amapaense Serie B, la segunda división del estado de Amapá.

## Historia
Fue fundado el 26 de agosto de 1946 en la ciudad de Macapá del estado de Amapá por Messias do Espirito Santo, un oficial de justicia del Foro de Macapá con el objetivo de participar en los torneos regionales en varios deportes como el voleibol y el baloncesto.
En sus primeros años de existencia fue considerado como un equipo modesto dentro del estado de Amapá, y fue hasta los años 1970 que se convirtió en un equipo protagonista dentro de las ligas estatales, obteniendo el título estatal entre 1970 y 1972, uno de ellos de manera invicta, aunque tuvo que cerrar operaciones en 1988 por dificultades financieras.
En 1990 regresa a la competición oficial, logrando el título del Campeonato Amapaense en 1993, el primero de ellos como equipo profesional. En 2005 participa por primera vez en el Campeonato Brasileño de Serie C, donde es eliminado en la primera ronda.
En 2010 logra su mayor gesta en competiciones nacionales cuando elimina al América de Natal en la primera ronda de la Copa de Brasil 1-0 con gol de Jean Marabaixo.

## Rivalidades
El principal rival del club es el Ypiranga Clube, el cual es el mayor clásico de fútbol en el estado de Amapá, ya que ambos equipos cuentan con las mayores aficiones dentro del estado.

## Palmarés
- Campeonato Amapaense: 7

1970, 1971, 1972, 1993, 2005, 2006, 2009